# Dino Merlin
Dino Merlin, pseudonimo di Edin Dervišhalidović (Sarajevo, 12 settembre 1962), è un cantante e musicista bosniaco.

## Biografia
Nel 1983 ha fondato un proprio gruppo che prende il nome di Merlin nel quale ha ricoperto il ruolo di cantante ed autore del maggior numero delle canzoni.
Nel 1991, dopo 8 anni di attività nel gruppo da lui fondato e dopo aver prodotto 5 album, ha deciso di intraprendere la carriera da solista.
Dino Merlin è stato il paroliere del primo inno nazionale della Bosnia-Erzegovina, chiamato Jedna si jedina.
Ha preso parte, per ben tre volte, all'Eurovision Song Contest: la prima volta, nel 1993 a Dublino, come autore della canzone Sva bol svijeta interpretata da Fazla, la seconda nel 1999 nell'edizione tenutasi a Gerusalemme come cantante con la canzone Putnici, e la terza ancora come cantante nel 2011 arrivando sesto in finale, dove riceverà cinque volte i 12 points.

## Discografia

### Gruppo Merlin
- Kokuzna vremena (1985)
- Teško meni sa tobom (a još teže bez tebe) (1986)
- Merlin (1987)
- Nešto lijepo treba da se desi (1989)
- Peta strana svijeta (1990)

### Carriera solista
- Moja bogda sna (1993)
- Fotografija (1995)
- Live: Vječna vatra (1999) - live album
- Sredinom (2000)
- Burek (2004)
- Live Koševo 2004 (2005) - live album
- Ispočetka (2008)
- Dino Merlin Koševo 19. Juli (2009) - live album
- Hotel Nacional (2014)

### Compilation
- Balade (1995)
- Najljepše pjesme (1995)
- Rest of the Best (1996)
- The Best of Dino Merlin (2001)